# Lékó Péter
Lékó Péter (Szabadka, 1979. szeptember 8. –) magyar sakkozó, nemzetközi nagymester, többszörös világbajnokjelölt, többszörös sakkolimpikon, kétszeres sakkolimpiai ezüstérmes, világválogatott, U16 ifjúsági világbajnok, U12 és U14 Európa-bajnok.
Felesége 2000 szeptember óta Sofia Petroszján, Arshak Petroszján örmény sakknagymester lánya.

## Pályafutása
- 1991-ben megnyerte az U12 Európa-bajnokságot, és holtversenyben az első helyzettel ezüstérmet szerzett az U12 világbajnokságon.
- 1992-ben megnyerte az U14 Európa-bajnokságot, és megszerezte a nemzetközi mesteri címet.
- 1994-ben U16 világbajnok, majd ugyanebben az évben 14 évesen minden idők legfiatalabb nemzetközi nagymestere lett.[1]
- A világranglistán 2000 és 2010 között a világ 10 legjobb sakkozója között volt.
- 2004-ben a világbajnoki címért vívott párosmérkőzést Vlagyimir Kramnyik ellen, amely 7-7-es döntetlen eredménnyel zárult, a címet Kramnyik ezzel megvédte.
- 2002-ben a Világválogatott 3. tábláján játszott Oroszország válogatottja ellen, amelyen 10 játszmából 5,5 pontot szerzett. A mérkőzést a Világválogatott nyerte 52-48 arányban.
- 2003 áprilisában érte el először eddigi legjobb helyezését, amikor a világranglista negyedik helyén állt, ezt a helyezést 2003. április és 2005. október között hat alkalommal érte el.[2]

## Kiemelkedő versenyeredményei

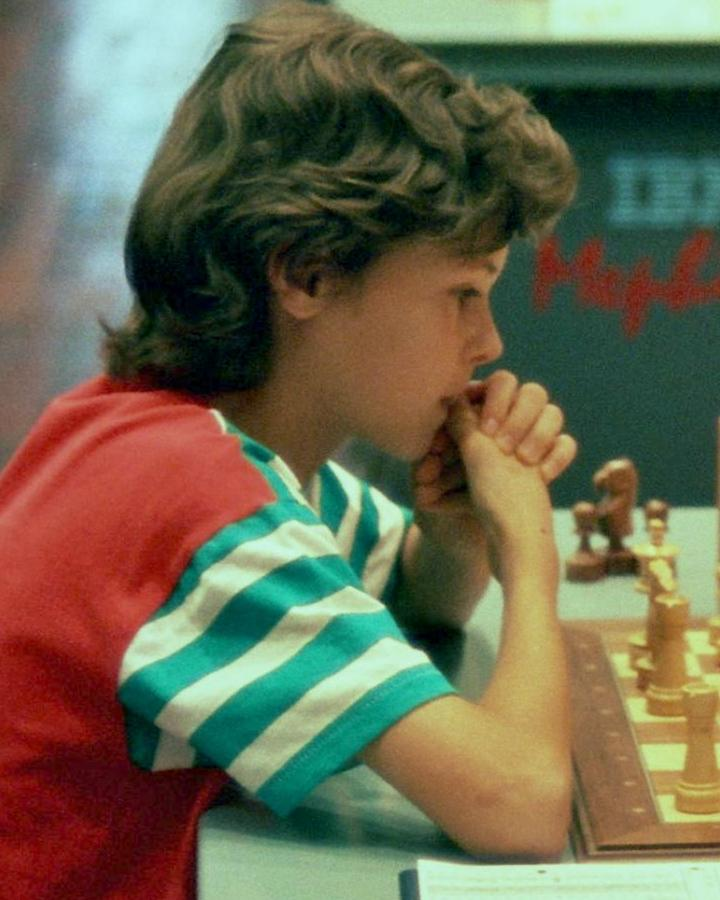
Lékó Péter
Duisburg, 1992

- 1991-ben megnyerte az U12 világbajnokságot
- 1992-ben 1. helyezést ért el az U14 Európa-bajnokságon
- 1994-ben az Ifjúsági sakkvilágbajnokság 16 éves korosztályában első helyezést ért el.
- 1995-ben 3. helyezés Dortmund (17. kategóriás nagymesterverseny)
- 1998-ban 2. helyezés Tillburg (18. kategóriás nagymesterverseny)
- 1999: 1. helyezés Dortmund (19. kategóriás nagymesterverseny)
- 1999: 1. helyezés Rapid Grand Prix, Bordeaux
- 2002-ben és 2008-ban megnyerte a Dortmundi Sparkassen-sakkversenyt,
- 2000: legyőzi Alekszandr Halifmant párosmérkőzésen, Budapest
- 2001-ben legyőzte Michael Adamst egy nyolcpartis meccsen a Fischer random sakkban, ez a Mainzi Chess Classic torna része volt. Ezzel a győzelemmel kikiáltották őt az első nem hivatalos Fischer Random Sakk világbajnokká.
- 2001: 1. helyezés Rapid Master Event, Nordhorn (Németország)
- 2001: 3. helyezés Dortmund (21. kategóriájú nagymesterverseny)
- 2002: 1. helyezés a Rapid Grand Prix-n, Dubai
- 2002: 1. helyezés a világbajnokjelöltek versenyén (Dortmundi Sparkassen-sakkverseny), amellyel jogot szerzett arra, hogy Vlagyimir Kramnyik ellen a világbajnoki címért mérkőzzön meg
- 2002: 2. helyezés Essen (17. kategóriás nagymesterverseny)
- 2002: 3. helyezés Monaco
- 2003-ban megnyerte a Linaresi szuperversenyt, (20. kategóriás verseny)
- 2003: 2. helyezés Monaco
- 2004: Döntetlen Vlagyimir Kramnyik ellen a sakkvilágbajnoki címért folyó párosmérkőzésen, ezzel Kramnyik megvédte címét
- 2004: 2. helyezés a Linaresi szuperversenyen, (20. kategóriás verseny)
- 2004: 2. helyezés, Wijk aan Zee (19. kategóriás verseny)
- 2005-ben pedig veretlenül nyerte a Wijk aan Zee-i Corus szuperversenyt,
- 2006-ban megnyerte Moszkvában Ponomarjovval és Aronjannal együtt a Mihails Tāls emlékversenyt.
- 2007: 1. helyezés a Professzionális Sakkozók Szövetsége által szervezett Rapidsakk Világkupán
- 2008: 1. hely az 1. táblán a 38. Sakkolimpián Drezdában
- 2008: 1. helyezés Dortmund (18. kategóriás verseny)
- 2009: 2. helyezés Nalchik, FIDE Grand Prix[3]
- 2009: 2-4. helyezés Dortmund[4]
- 2012: 2. helyezés Malmö[5]
- 2013: 3-4. helyezés Kijev[6]
- 2013: 3-4. helyezés Dortmund[7]
- 2013: 1-2. helyezés Peking rapidverseny[8]
- 2013: 3. helyezés Peking FIDE Grand Prix[9]
- 2014: 2. helyezés Dortmund[10]

## Világbajnokjelölti versenyek
Az 1998-as világbajnokság
Első alkalommal az 1998-as világbajnokjelöltek versenyén indult, ahol az 1. fordulóban kikapott a német Roman Slobodjantól.
Az 1999-es világbajnokság
Második világbajnokjelölti versenyén a 2. fordulóig jutott, előbb megnyerte a francia Christian Bauer elleni mérkőzését, majd kikapott az örmény Szergej Movsesiantól.
A 2000-es FIDE-világbajnokság
Mint 5. kiemeltnek, az első fordulóban nem kellett játszania, a 2. fordulóban megnyerte a Szergej Volkov elleni mérkőzését, a 3. fordulóban azonban kikapott Alekszandr Halifmantól, az 1999-es világbajnokság győztesétől, aki később az új világbajnok Anand elleni vereségével mondott búcsút a további küzdelmeknek.
A 2002-es FIDE-világbajnokság
Az első fordulóban győzött a dél-afrikai Watu Kobese ellen, de a második fordulóban kikapott az örmény Ashot Anastasiantól.
Párosmérkőzés Kramnyik ellen a világbajnoki címért (2004-es világbajnoki ciklus)
Az úgynevezett "Prágai Egyezmény", amit Yasser Seirawan hozott tető alá, arra volt hivatott, hogy a két különböző sakkvilágbajnokságot egyesítse, Lékót a 2002-es dortmundi tornagyőzelme minősítette a világbajnoki páros mérkőzésre Vlagyimir Kramnyik ellen. A győztesnek kellett volna játszani egy másik mérkőzés győztese ellen, ahol Garri Kaszparov és a FIDE világbajnok (előbb Ruszlan Ponomarjov, majd Rusztam Kaszimdzsanov) játszott volna, hogy eldöntsék az egyesített világbajnoki címet. Több halasztás után a Kramnyik elleni mérkőzést 2004. szeptember 25. – október 18. között játszottak. Az eredmény 7-7-es döntetlen lett, ami Kramnyik címvédését jelentette.
A 2005-ös világbajnoki ciklus
2005-ben mint az előző világbajnoki ciklus döntő párosmérkőzésének vesztese részt vehetett a férfiak Potrero de los Funesben (Argentína) rendezett új rendszerű világbajnoki döntőjén, amelyen a világ nyolc legjobb sakkozója mérte össze kétfordulós körmérkőzésen tudását, hogy eldöntsék a FIDE-világbajnoki címet. A győztes a bolgár Veszelin Topalov lett, Lékó Péter az 5. helyen végzett.
A 2007-es világbajnoki ciklus
A 2007-es világbajnoki ciklusban a világbajnokjelöltek versenyén először Mihail Gurevicset győzte le 3,5-0,5 arányban, majd Jevgenyij Barejev ellen győzött 3,5-1,5 arányban. A világbajnokjelöltek versenyének döntőjében az immár egyesített világbajnoki címért folyó kétfordulós, nyolc résztvevős versenyen a 4. helyezést érte el. A világbajnoki címet Visuvanádan Ánand szerezte meg.

## Csapateredményei
Sakkolimpiák
Nyolc olimpián vett részt a magyar válogatott csapatban, ahol a legjobb eredménye a 2002-es, valamint a 2014-es sakkolimpián csapatban szerzett ezüstérem, valamint a 2008-as olimpián az első táblán elért 1. helyezése volt. Ezeken kívül a csapat még két alkalommal szerezte meg a 4. helyet (2000-ben és 2010-ben).
1995-ben az első táblán tagja volt a 2. helyet elért magyar válogatottnak a gyermek sakkolimpián. Egyéni eredménye ugyancsak a 2. legjobb volt a mezőnyben.
Sakkcsapat világbajnokságok
Két alkalommal, 2001-ben és 2011-ben volt tagja a magyar válogatottnak a sakkcsapat világbajnokságokon. A csapat mindkét alkalommal az 5. helyet szerezte meg
Európa-bajnokságok
Először 1992-ben (13 évesen) válogatták be az Európa-bajnokságon szereplő magyar válogatottba. Később 1999-ben az ezüst-, 2011-ben bronzérmet szerzett magyar válogatott első táblásaként játszott a csapatban. A 2015. évi Európa-bajnokságon a magyar válogatott első táblásaként ismét bronzérmet szerzett.
Bajnokcsapatok Európa Kupája
A 2019-es Bajnokcsapatok Európa Kupájában a Padova csapatának harmadik táblásaként járult hozzá a csapat aranyérméhez, egyéni teljesítménye a harmadik táblán a harmadik legjobb volt a mezőnyben.
Orosz első osztály
2012-ben és 2013-ban bronzérmet, 2014-ben a Malakhit Ekaterinburg csapatával aranyérmet szerzett az orosz csapatbajnokság első ligájában, 2012-ben és 2014-ben a mezőny 2. legjobb eredményét érve el.

## Rapid párosmérkőzései
2005-2010 között Miskolcon évenként rapid játszmákban mérte össze a világ élvonalába tartozó nagymesterekkel, egykori vagy későbbi világbajnokokkal:
- 2005: Michael Adams ellen 4–4
- 2006: Anatolij Karpov ellen 4½–3½
- 2007: Vlagyimir Kramnyik ellen 3½–4½
- 2008: Magnus Carlsen ellen 3–5
- 2009: Visuvanádan Ánand ellen 3–5
- 2010: Borisz Gelfand ellen 3½–4½

## Helyezése a FIDE ranglistáján
- 2017. áprilisban a FIDE ranglistán 2699 Élő-pontja volt, amivel a nemzetközi ranglistán a 45., míg a hazai ranglistán az 1. helyen állt. Rapidsakkban a pontszáma 2671, míg villámsakkban 2790.[19] Eddigi legmagasabb Élő-pontszáma 2763 volt, amit 2005. áprilisban és júliusban ért el.  Ez a pontszám hosszú időn át volt minden idők legmagasabb Élő-pontszáma, amelyet magyar versenyző ért el, amit Rapport Richárd döntött meg 2021 októberében.

## Díjai, elismerései
- Kiváló ifjúsági sportoló (1993)[20]
- 2002. augusztus 20-án Mádl Ferenc, a Magyar Köztársaság elnöke a A Magyar Köztársasági Érdemrend lovagkeresztje (polgári tagozat) kitüntetést adományozta a 2002-es dortmundi sakk-világbajnokjelöltek versenyében aratott győzelméért.[21][22]
- Az év magyar sakkozója (1996, 1998–2008, 2011, 2012)
- Az év sportcsapata 3. hely (2002)[23][24]
- Szeged díszpolgára (2005)

## Vele kapcsolatos irodalom
- Sergei Soloviov: Leko’s one hundred wins. Chess Stars, Sofia, 2003. ISBN 954-8782-31-6